# VI. sjezd KSČ
VI. sjezd KSČ byl sjezd Komunistické strany Československa konaný roku 1931.
Sjezd se odehrával ve dnech 7.–11. března 1931. Řešil zejména otázku další strategie KSČ v době nastupující velké hospodářské krize. Sjezd probíhal v době ostrých vnitrostranických sporů coby dozvuků nástupu Klementa Gottwalda na V. sjezdu KSČ. Vedení strany tehdy rozvíjelo koncept sociálfašismu, kdy považovalo sociální demokracii a další nekomunistické levicové proudy za stejné riziko jako fašismus. Gottwalda zleva kritizovala ještě radikálnější skupina (Eugen Klinger, Josef Hrubý), naopak část členů nespokojených s ultralevicovou radikalizací KSČ stranu opustila.